# Les Rita Mitsouko
Les Rita Mitsouko foi um grupo musical francês.

## História
Catherine Ringer e Frédéric Chichin se apaixonaram durante o ano de 1979. Eles fizeram alguns shows com a dançarina argentina Marcia Moretto, que depois morreu de cancro (câncer). O dueto produz diversas cenas como a Usina Pali-Kao, lugar alternativo localizado em Belleville, um bairro parisiense, com algumas regravações do David Bowie, Velvet Underground e suas primeiras composições originais. Sua aparência é como sua música, original e deslocada, e prende a atenção.
Nota-se que o nome Rita Mitsouko foi escolhido por fazer referências musicais extremamente variadas: Rita se refere à música sul-americana (e a atriz Rita Hayworth), e Mitsouko é uma palavra japonesa que significa mistério, além de ser um perfume de Guerlain. No começo se chamava simplesmente "Rita Mitsouko". O grupo foi rebatizado "Les Rita Mitsouko" em 1985, quando perceberam que muitas pessoas pensavam que o nome do grupo era de fato o da cantora, e não da dupla.
Lançam enfim alguns singles pela gravadora Virgin, acompanhado do álbum Rita Mitsouko, de onde foi extraído a faixa Marcia Baila, em homenagem à Marcia Moretto, e cujo clipe foi realizado por Philippe Gautier, além do clipe Andy. Seguiram-se os sucessos C'est Comme Ça e Les histoires d'A. Jean-Baptiste Mondino dirigiu seus clipe, Jean-Luc Godard dirige o filme Soigne ta droite (lançado no Brasil com o título Cuida da Tua Direita) em 1987 durante o lançamento do álbum Te No Comprendo. O grupo chega ao seu ápice.
A dupla conserva, depois de 25 anos, a imagem de um casal criativo e enérgico, de uma grande originalidade, que não se prende ao sério e que explora todos os tons musicais, flertando por vezes com o punk, o hip hop ou jazz, e que se reinventa sem complexos.
Em Agosto de 2006, Catherine Ringer anunciou no France Inter que a dupla gravou uma canção com Serj Tankian, vocalista do System of a Down.
Em setembro de 2006 eles participaram da criação do espetáculo Les Noces de l'Enfant Roi, criação de Alfredo Arias apresentada no Castelo de Versailles durante o festival Fêtes de nuit de Versailles. Catherine Ringer já tinha trabalhado com Alfredo Arias, atuando e cantando no papel-título da comédia músical Concha Bonita em 2002.
Seu último álbum, Variéty, co-produzido por Mark Platiest, foi lançado pela Because Music em 23 de Abril de 2007. Uma versão em língua inglesa do álbum, intitulada Variety, foi lançada em Julho.
Um dos componentes do duo, o cantor, compositor e guitarrista Fred Chinchin, faleceu no dia 28 de novembro de 2007, aos 53 anos, vítima de cancro, o qual havia descoberto dois meses antes de sua morte. Seu estado de saúde havia forçado o grupo a anular vários shows pré-agendados, inclusive no Olympia de Paris.

## Discografia

### Álbuns

#### Estúdio
- 1984: Rita Mitsouko (álbum)
- 1986: The No Comprendo
- 1988: Marc et Robert
- 1993: Système D
- 2000: Cool Frénésie
- 2002: La Femme trombone
- 2007: Variéty (édition française) et Variety (version anglaise).

#### Ao vivo
- 1996: Acoustiques, gravado ao vivo durante um show no canal de televisão francês M6.
- 2004: En concert avec l'Orchestre Lamoureux, constituído do repetório do Rita Mitsouko e de regravações (Léo Ferré, Charles Trenet, Neil Young e Serge Gainsbourg)

#### Outros
- 1990: Re, remixes.
- 2001: Le Bestov, coletânea.

### Singles
- Minuit dansant / Don't Forget the Nite, Restez avec moi
- Marcia Baila (extraído do álbum Rita Mitsouko)
- Andy / Un soir, un chien, C'est comme ça, Les histoires d'A (extraídos do álbum The No Comprendo)
- Mandolino City, Singing in the Shower (com os Sparks), Tongue Dance, Le Petit Train (extraídos do álbum Marc et Robert)
- Hip Kit, Don't Forget the Nite (extraídos do álbum Re)
- Y'a d'la haine, Les Amants, Femme d'affaires (extraídos do álbum Système D)
- Riche (duo com Doc Gynéco, extraídos do álbum Acoustiques)
- Cool Frénésie, Alors C'est Quoi, Femme de Moyen-Age extraído do álbum Cool Frénésie)
- Triton, Sasha, Tu Me Manques (extraído do álbum La Femme trombone)
- Communiqueur d'Amour, Ding Ding Dong (extraído do álbum Variéty)

## Prêmios
- 1987 Grand Prix du Disque da Academia Charles Cros
- 1987 Victoires de la musique de melhor álbum por The no comprendo e de melhor clipe por C'est comme ça.
- 1990 Bus d'Acier da década pelo conjunto da obra.
- 1994 Clip do ano na MTV Europe Music Awards por Y'a d'la haine.
- 2001 Prêmio Roger-Seiller de grupo francês (prêmio de primavera da Société des Auteurs, Compositeurs et Éditeurs de Musique, SACEM.

## Curiosidades
- No seu álbum Variery lançado em 2007, está a canção Terminal Beauty, na qual canta Serj Tankian, vocalista do System of a Down. De acordo com uma entrevista no programa de televisão Taratata, esta canção foi escrita para transcrever a tristeza inspirada pelas manequins e seu aspecto físico esquelético.
- No Brasil, a música C'est Comme Ça ganhou uma versão em português da banda Capital Inicial. Chama-se Sem Cansar, e está no álbum Gigante, lançado em 2004.